# Tu+kino
Tu+kino (Tu z romského Ty) je první romský filmový festival v České republice. Zaměřuje se na prezentaci filmů od romských tvůrců a snímků tematizujících romství. První ročník se konal ve dnech 13. až 15. září 2024 v Brně v prostorách Televizního institutu na adrese Dominikánská 11.
Tu+kino se skládá ze dvou hlavních částí: projekční a odborné (tzv. industry) části. Promítány jsou hrané, dokumentární a animované filmy. Industry část zahrnuje přednášky, debaty a případové studie zaměřené na témata spojená s romskou filmovou tvorbou.
Festival vznikl z iniciativy romské mediální platformy Tuke.TV. Organizátoři se inspirovali berlínským romským festivalem Ake Dikhea?, kde byla producentka a spoluzakladatelka Tuke.TV Alica Sigmund Heráková členkou poroty v roce 2024. Festival Tu+kino podpořili Jihomoravský kraj, Statutární město Brno, nadace Bader Philanthropies a Televizní institut. První ročník se konal pod záštitou primátorky města Brna Markéty Vaňkové.

## Cíle a význam
Festival má za cíl poukázat na stereotypizaci romských postav ve filmu, kde jsou často prezentovány jako „trpící, komické figurky nebo ti, které je třeba zachránit“. Podle pořadatelů  má festival posílit komunitní soudržnost romských tvůrců, rozšířit prostor pro jejich projekty a přiblížit jejich příběhy a romskou perspektivu širší veřejnosti.
Organizátoři rovněž poukazují na to, že romská tvorba se v běžné filmové distribuci objevuje jen zřídka a je často dostupná pouze na specializovaných festivalech. Cílem je také zviditelnit romské diváky jako opomíjenou cílovou skupinu televizních a filmových projektů.

## Festivalové ročníky

### 2024
Festival zahájila premiéra prvního dílu dokumentární série Rozdělené životy: Příběhy desegregace, kterou režírovala Alica Sigmund Heráková. Industry program se zaměřil na témata jako romští tvůrci nebo problematika obsazování romských herců do filmových a seriálových rolí.
Během tří dní se odehrálo několik promítání domácích i zahraničních filmů jako Chavo (vítěz kategorie Krátký film na festivalu romského filmu Ake Dikhea? v Berlíně), slovenský experimentální dokument Kambium 1492 nebo kultovní němý film Kid s Charliem Chaplinem v hlavní roli. Některé projekce následovala debata s odborníky.
Hosty festivalu byli romští tvůrci jako Lisa Smith, Viola Tokárová a Denis Kozerawski. Na festivale mluvil také filmový kritik Kamil Fila, ředitelka festivalu Serial Killer Kamila Zlatušková a předsedkyně Rady Státního fondu kinematografie Marta Švecová.